# Línea T13 (Metro de Estocolmo)
La línea T13 es una de las siete líneas que componen el metro de Estocolmo. Fue inaugurada el 5 de abril de 1964 y consta de 26,6 kilómetros y 25 estaciones.

## Estaciones
- Ropsten
- Gärdet
- Karlaplan
- Östermalmstorg
- T-Centralen
- Gamla stan
- Slussen
- Mariatorget
- Zinkensdamm
- Hornstull
- Liljeholmen
- Aspudden
- Örnsberg
- Axelsberg
- Mälarhöjden
- Bredäng
- Sätra
- Skärholmen
- Vårberg
- Vårby gård
- Masmo
- Fittja
- Alby
- Hallunda
- Norsborg